# پرکس
پرکس (به فرانسوی: Perrex) یک کمون در فرانسه است که در canton of Pont-de-Veyle واقع شده‌است.

## خصوصیات
پرکس ۱۱٫۱ کیلومترمربع مساحت و ۸۳۶ نفر جمعیت دارد و ۲۰۰ متر بالاتر از سطح دریا واقع شده‌است.